# Cantone di Remoulins
Il Cantone di Remoulins era una divisione amministrativa dell'arrondissement di Nîmes.
A seguito della riforma approvata con decreto del 24 febbraio 2014, che ha avuto attuazione dopo le elezioni dipartimentali del 2015, è stato soppresso.

## Composizione
Comprende i comuni di:
- Argilliers
- Castillon-du-Gard
- Collias
- Fournès
- Pouzilhac
- Remoulins
- Saint-Hilaire-d'Ozilhan
- Valliguières
- Vers-Pont-du-Gard